# Michele Tramezzino
Michele Tramezzino (Roma, fl. 1526 - Venècia, fl. 1582) va ser un impressor i editor italià, actiu a Roma i Venècia actiu entre els anys 1526 i 1582.
Va associar-se i treballar en la distribució i edició de llibres impresos amb el seu germà Francesco, mort el 1576, inicialment Roma, ciutat on consten censats el 1526-1527, i són declarats venedors de llibres. A cauda del saqueig de Roma el 1527, tots dos fugen a Venècia.
El seu germà va tornar a Roma el 1528, però ell va romandre a Venècia, on va establir la seva impremta a la dècada de 1530. Durant aquest període es va associar també amb els impressors Girolama Cartolari, entre 1543 i 1547, i Giuseppe de Angelis, el 1577, a més sovint continuà col·laborant amb el seu germà en l'edició i impressió d'obres, algunes de les quals van publicar de manera conjunta a Roma i Venècia.
La seva producció abasta obres literàries, històriques i jurídiques, sempre acompanyades amb la seva marca tipogràfica, on apareix representada la figura de la Sibil·la. Al llarg de la seva activitat professional, va aconseguir diversos privilegis per a imprimir aquestes obres, entre les quals, destaquen els d'alguns mapes i gravats figuratius el 1551 i el 1561, ambdós de la ciutat de Venècia.
Algunes edicions posteriors a la seva activitat, datades el 1583, són signades amb la fórmula «hereus de Michele i Francesco».